# جوکر (فیلم ۱۹۹۳)
جوکر (به انگلیسی: Joker) یک فیلم سینمایی کمدی هندی به زبان تلوگو محصول سال ۱۹۹۳ با بازی راجندرا پراساد، وانی ویسوانات، کودک شامیلی است. این فیلم با موفقیت تجاری در گیشه روبه‌رو شد.